# Conciliarismo
Con conciliarismo si intende, nella storia della Chiesa, l'orientamento secondo il quale il concilio ecumenico ha un'autorità superiore al papa. Il periodo storico nel quale appare il conciliarismo abbraccia i secoli XIV e XV.

## Storia

### Dall'XI al XIV secolo
Idee conciliariste erano apparse per la prima volta nel Medioevo. Il cardinale e vescovo francese Umberto di Silva Candida, vissuto verso la metà dell'XI secolo, aveva dato forma definitiva ad una tesi già espressa nel VII secolo, e cioè che un papa eretico può essere sottoposto ad un giudizio. L'idea era stata ripresa dai canonisti medievali, ed era finita nell'opera magna del monaco camaldolese Graziano Decretum Magistri Gratiani (1140-1142 ca.): « Papa a nemine est iudicandus, nisi deprehendatur a fide devius». L'autorità suprema della Chiesa appartiene al papa, ma questi può cadere nell'eresia o nello scisma, e può allora essere deposto da un concilio, il quale, convocato di necessità dai vescovi o da chi abbia sufficiente autorità, deve prendere atto ufficialmente che il papa ha perso la sua autorità per il delitto di cui si è macchiato. I canonisti medievali davano al termine eretico una larga ed elastica accezione, così da comprendere anche il delitto di scisma o di mancato raggiungimento dell'unità della Chiesa.
Esistevano altre posizioni sul rapporto tra papa e concilio. Nel XIV secolo si affacciarono nuove dottrine: Giovanni di Parigi le espresse nel suo De potestate regia et papali, da Marsilio da Padova nel Defensor Pacis (1324), da Guglielmo da Ockham nel suo Dialogus de imperatorum et pontificum potestate. Soggetto dell'autorità, essi affermarono, non è solo il capo, ma il capo assieme alle membra: ossia, nelle diocesi il vescovo insieme al capitolo; nella Chiesa universale il papa con i cardinali (delegati del popolo cristiano), oppure il papa e il concilio (convocato dall'imperatore per delega del popolo). In questo modo il papa non deteneva più un potere assoluto, ma veniva chiamato ad eseguire i decreti stabiliti dal concilio.
Sotto la pressione di avvenimenti esterni, il passaggio da una posizione conciliarista all'altra era facile e frequente.

### XV secolo
Queste idee si rinnovarono con lo Scisma tra Roma e Avignone (1378-1417) e apparvero così nuovi scritti, per lo più legati alla tradizione canonistica, del Langenstein, di Konrad von Gelnhausen, di Pierre d'Ailly, di Nicolas di Clémanges, di Jean Gerson, del cardinale Francesco Zabarella. Tre erano le vie proposte per risolvere lo scisma: la via cessionis, ossia la rinunzia dei papi contendenti; la via compromissionis, ossia un arbitrato; la via concilii. Fu quest'ultima la strada maestra seguita per porre fine allo scisma: così i concili di Costanza e di Basilea furono nuove occasioni per approfondire la teoria conciliarista.
Al Concilio di Costanza (1414-1418), convocato in assenza di papa Gregorio XII, venne approvato il famoso decreto Haec sancta (6 aprile 1415), che affermò la superiorità del concilio sul papa:
Oggi gli storici (Jedin, Franzen, Martina) vedono in questo documento non una disposizione dottrinale e dogmatica (valevole dunque per sempre ed in modo definitivo), ma solo una misura legislativa, valida per un caso eccezionale, quello cioè di sostenere l'autorità di un'assemblea conciliare nel giudicare tre persone (i tre papi dello Scisma d'Occidente) che rivestivano l'autorità papale senza sicura legittimità.
Invece durante il successivo Concilio di Basilea, Ferrara e Firenze (aperto nel 1431 e chiuso nel 1442) apparve il desiderio di definire la teoria conciliarista nella sua forma radicale: ossia l'assoluta preminenza del concilio sul papa, indipendentemente dal contesto storico e dalla questione se il papa fosse eretico o meno. Gli scopi del concilio erano i seguenti: 1) convocare un concilio di unione con la Chiesa ortodossa; 2) estirpare l'eresia hussita e 3) riformare la Chiesa.
Al momento di scegliere il luogo dove svolgere il concilio di unione con gli ortodossi, papa Eugenio IV confermò il voto della minoranza che preferiva una città italiana (così era anche il volere dei greci), contro la maggioranza dei padri conciliari che preferivano Basilea o Avignone. Il concilio di unione con i greci ebbe inizio a Ferrara (poi trasferito a Firenze poiché i fiorentini fornivano al Papa i mezzi necessari al sostentamento dei greci, un folto gruppo di circa 700 persone) e vale come legittima continuazione del concilio di Basilea e forma insieme con esso il XVII concilio ecumenico. Le trattative con i greci furono molto difficili, ma si poté concludere con il decreto di unione Laetentur coeli del 6 luglio 1439.
Frattanto a Basilea era rimasta un'assemblea contraria alla decisione attuata, composta da un cardinale e diversi dottori e clero minore in numero di circa 300 membri. Questi aprirono un processo contro il Papa e nel gennaio 1438 fu lanciata su di lui la sospensione, alla quale il Pontefice rispose con la scomunica. Appoggiata comunque dal re di Francia, questa assemblea costituì la base principale del gallicanesimo, cioè del sistema di Chiesa nazionale e di Chiesa di stato che si affermò in Francia da quest'epoca in poi. Nel 1439 i padri conciliari di Basilea – già scomunicati - proclamarono come veritas fidei catholicae che il concilio ecumenico è superiore al papa e che il papa non lo può né sciogliere né sospendere né trasferire; inoltre tentarono di deporre il papa come "pertinace eretico e scismatico" perché contrastava questa verità. Quando il papa dichiarò che essi erano eretici, perché osavano definire come dogmi le loro private opinioni, passarono alla creazione di un antipapa. Diversi sovrani andarono uno dopo l'altro ritirando i loro vescovi da Basilea, finché nel luglio 1448 i partecipanti, espulsi dall'imperatore dalla città di Basilea, si trasferirono a Losanna. Nell'aprile 1449 l'antipapa Felice V abdicò; fu l'ultimo antipapa che la storia ricordi.

### Ultime decisioni
Il Concilio Lateranense V (1512-1517) stabilì che spetta solo al papa convocare, trasferire e sciogliere il concilio. Chiaramente, questa deliberazione conciliare pone un limite al potere del concilio.
Infine, il Concilio Vaticano I (1870) sancì il dogma dell'infallibilità papale.